# Druten

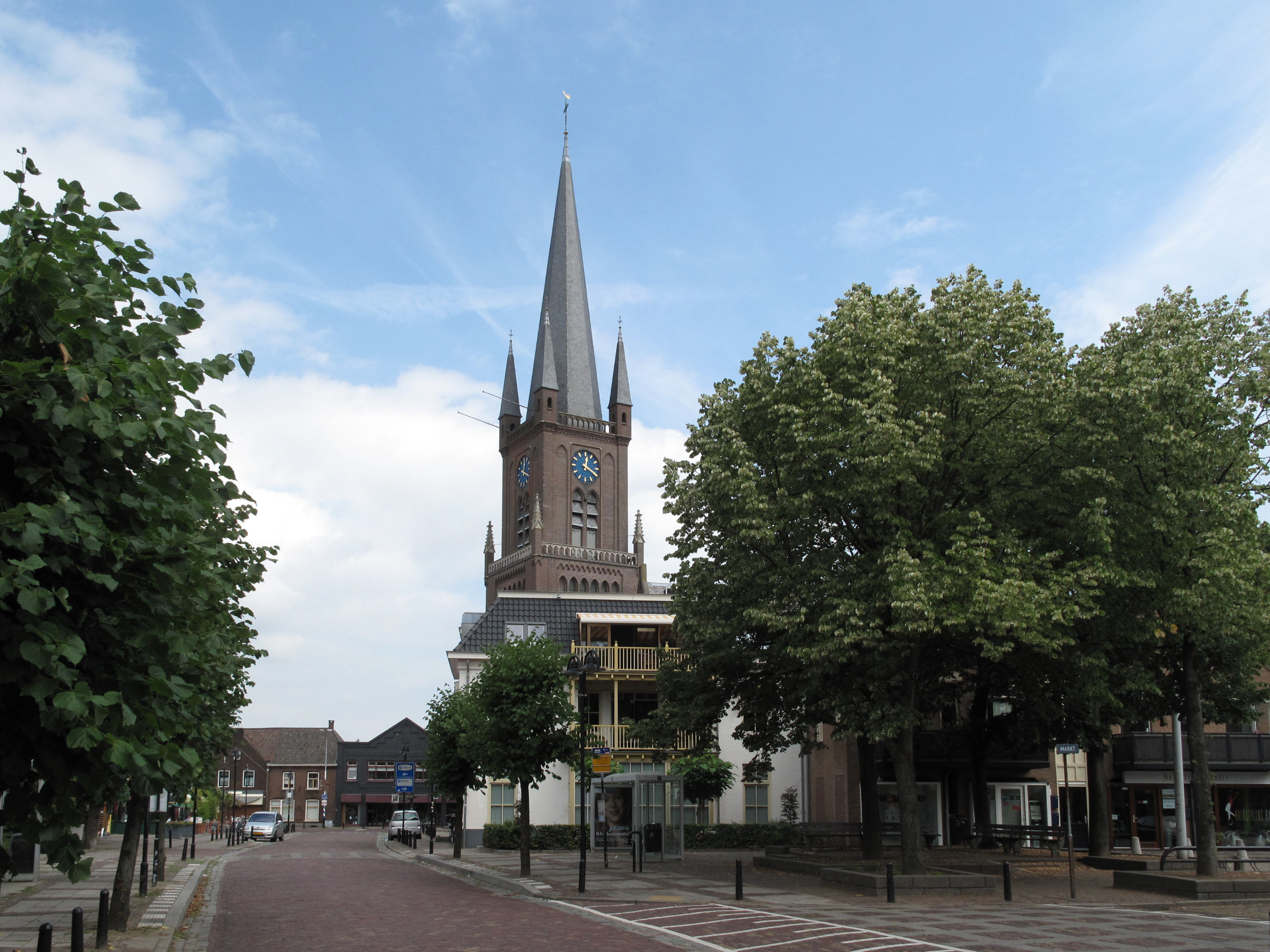
Ewaldenkerk.

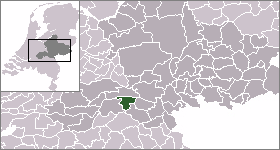
Drutens läge.

Druten är en kommun i provinsen Gelderland i Nederländerna. Kommunens totala area är 42,43 km² (där 4,41 km² är vatten) och invånarantalet är på 17 882 invånare (2005).